# Gran Premio della Malesia 2017
Il Gran Premio della Malesia 2017 è stata la quindicesima prova della stagione 2017 del campionato mondiale di Formula 1. Si è corsa domenica 1º ottobre 2017 sul circuito di Sepang, nelle vicinanze dalla capitale malese Kuala Lumpur, ed è stata vinta dall'olandese Max Verstappen su Red Bull Racing-TAG Heuer, al suo secondo successo in carriera. Verstappen ha preceduto all'arrivo il britannico Lewis Hamilton su Mercedes ed il suo compagno di squadra, l'australiano Daniel Ricciardo.

## Vigilia

### Sviluppi futuri
Viene confermata, almeno per il momento, la tenuta del Gran Premio del Messico per il 29 ottobre; il paese è stato colpito da tre forti terremoti a settembre.
Viene prospettata l'ipotesi, nel calendario per il 2018, di invertire le date tra il Gran Premio di Cina e quello del Bahrein, al fine di evitare la concomitanza del gran premio cinese con una festività religiosa.
La Red Bull Racing si accorda con l'Aston Martin, che diventa, dal 2018, il nuovo sponsor titolare della scuderia angloaustriaca.
Il Gran Premio di Cina prolunga il suo contratto con la FOM fino al 2020.

### Aspetti tecnici
La Pirelli, fornitrice unica degli pneumatici, porta, per questa gara, gomme di mescola supersoft, soft e medium.
La Federazione Internazionale dell'Automobile stabilisce che i piloti possono utilizzare il Drag Reduction System sul rettilineo dei box e sul rettilineo opposto, tra la curva 14, la Sunway Lagoon, e la curva 15. Vi è stabilito un solo punto del detection point per la determinazione del distacco tra i piloti, fissato tra la curva 12 e la 13.

### Aspetti sportivi
In aprile venne annunciato che questa edizione del Gran Premio della Malesia sarà l'ultima prevista in calendario. Il contratto tra gli organizzatori della gara e quelli del mondiale sarebbe scaduto dopo l'edizione 2018, ma le parti hanno deciso di chiudere il rapporto in anticipo.
Marcin Budkowski rassegna le dimissioni da capo tecnico della Federazione Internazionale dell'Automobile. Svolgeva tale funzione dall'ottobre 2014.
La Scuderia Toro Rosso fa esordire il pilota francese Pierre Gasly, impegnato nella Super Formula, al posto di Daniil Kvjat; il francese correrà anche il Gran Premio del Giappone, mentre il pilota russo è confermato, per ora, per le restanti gare del mondiale. Il francese era già stato allertato dalla scuderia italiana, qualora Carlos Sainz Jr. fosse passato, già in corso di stagione, alla Renault. Gasly ha scelto come numero il 10, che mancava in Formula 1 dal Gran Premio di Abu Dhabi 2014, quando fu utilizzato dall'allora pilota della Caterham-Renault Kamui Kobayashi.
L'ex pilota di F1, lo statunitense Danny Sullivan, è nominato commissario aggiunto per la gara. Ha svolto tale funzione anche in passato, l'ultima al Gran Premio di Gran Bretagna.
Nella prima sessione di prove libere Antonio Giovinazzi ha preso il posto di Kevin Magnussen alla Haas, Charles Leclerc quello di Marcus Ericsson alla Sauber (il monegasco mancava dal Gran Premio del Brasile 2016), Sergej Sirotkin quello di Nico Hülkenberg alla Renault e, infine, Sean Gelael quello di Carlos Sainz Jr. in Toro Rosso.

## Prove

### Resoconto
La prima sessione di prove libere viene posticipata di mezz'ora, a causa di un forte scroscio di pioggia, che colpisce il tracciato. La pista è rimasta umida per tutta la sessione, tanto che le Red Bull Racing, che comandano la classifica dei tempi, hanno impiegato gomme da bagnato intermedio. Max Verstappen ha preceduto il compagno di scuderia Daniel Ricciardo di 757 millesimi. Fernando Alonso, terzo, è staccato di oltre un secondo e mezzo dal tempo dell'olandese. Lo spagnolo ha preceduto le due Ferrari, che hanno impiegato la sessione per affinare l'assetto sul bagnato.
Più staccate le Mercedes, che in previsione anche di una gara bagnata, hanno voluto preservare il più possibile gli pneumatici. Felipe Massa non ha potuto far segnare nessun tempo cronometrato, per un problema idraulico alla sua Williams.
La seconda sessione si svolge su pista asciutta. In questa occasione le due Ferrari hanno monopolizzato le prime due posizione della graduatoria, con Sebastian Vettel più veloce di Kimi Räikkönen di 640 millesimi. Il tedesco ha anche battuto il record della pista. Dietro alle vetture italiane si sono posizionati i primi tre piloti della sessione del mattino, ovvero le due Red Bull e Alonso. Lewis Hamilton e Valtteri Bottas hanno chiuso col sesto e settimo tempo, e scontano problemi di grip degli pneumatici. La sessione è stata interrotta quando non era passata nemmeno un'ora dal suo inizio, per l'incidente di Romain Grosjean; la sua vettura ha colpito un tombino sul cordolo della curva 14, alzato dalla vettura di Bottas, finendo così in testacoda, prima di andare contro le protezioni. Alla scuderia statunitense è concesso di lavorare oltre i limiti d'orario, per riparare la vettura.
Nelle libere del sabato Kimi Räikkönen ha ottenuto la miglior prestazione, precedendo, questa volta, Vettel, che era stato il più rapido al venerdì. Sulla vettura del tedesco, mentre lo stesso stava provando una simulazione di gara, si è verificato un problema tecnico, che ha costretto, al termine delle prove, alla sostituzione del motore. Terzo si è classificato Daniel Ricciardo, che ha preceduto le due Mercedes. La scuderia tedesca ha fatto debuttare un nuovo pacchetto aerodinamico sulla vettura di Valtteri Bottas. Nel corso della sessione vi è stato anche un incidente, che ha coinvolto Max Verstappen e Jolyon Palmer: la vettura di quest'ultimo ha forato uno pneumatico su quella dell'olandese.

### Risultati
Nella prima sessione del venerdì si è avuta questa situazione:
| Pos | Nº | Pilota           | Costruttore               | Tempo    | Gap    | Giri |
| --- | -- | ---------------- | ------------------------- | -------- | ------ | ---- |
| 1   | 33 | Max Verstappen   | Red Bull Racing-TAG Heuer | 1'48"962 |        | 11   |
| 2   | 3  | Daniel Ricciardo | Red Bull Racing-TAG Heuer | 1'49"719 | +0"757 | 12   |
| 3   | 14 | Fernando Alonso  | McLaren-Honda             | 1'50"597 | +1"635 | 6    |

Nella seconda sessione del venerdì si è avuta questa situazione:
| Pos | Nº | Pilota           | Costruttore               | Tempo    | Gap    | Giri |
| --- | -- | ---------------- | ------------------------- | -------- | ------ | ---- |
| 1   | 5  | Sebastian Vettel | Ferrari                   | 1'31"261 |        | 23   |
| 2   | 7  | Kimi Räikkönen   | Ferrari                   | 1'31"865 | +0"604 | 19   |
| 3   | 3  | Daniel Ricciardo | Red Bull Racing-TAG Heuer | 1'32"099 | +0"838 | 19   |

Nella sessione del sabato si è avuta questa situazione:
| Pos | Nº | Pilota           | Costruttore               | Tempo    | Gap    | Giri |
| --- | -- | ---------------- | ------------------------- | -------- | ------ | ---- |
| 1   | 7  | Kimi Räikkönen   | Ferrari                   | 1'31"880 |        | 19   |
| 2   | 5  | Sebastian Vettel | Ferrari                   | 1'32"042 | +0"162 | 14   |
| 3   | 3  | Daniel Ricciardo | Red Bull Racing-TAG Heuer | 1'32"091 | +0"211 | 16   |

## Qualifiche

### Resoconto
Come le libere del mattino, anche le qualifiche si tengono su pista asciutta. Lewis Hamilton ottiene quasi subito il tempo migliore, battuto però da Kimi Räikkönen; l'inglese è capace però di riportarsi in vetta alla classifica; i piloti di Mercedes e Ferrari optano per gomme morbide, mentre gli altri usano le supersoft. Sebastian Vettel non riesce a segnare nessun tempo valido per lo schieramento, dopo essersi riportato, lentamente, ai box. Anche il tentativo di riparazione non va a buon fine, e il tedesco si trova eliminato dalla prima fase. La lotta per il passaggio alla Q2 vede eliminati altri 4 piloti con motorizzazione Ferrari, ovvero i due piloti della Sauber e quelli della Haas.
La sfida tra Hamilton e Räikkönen prosegue anche nella seconda fase, anche se riesce a inserirsi, tra i due, anche Max Verstappen. Lui, e il ferrarista, sono gli unici che non ritentano di entrare in pista, nei minuti finali, per migliorare il loro tempo. Valtteri Bottas strappa la miglior prestazione, mentre Hamilton deve accontentarsi del quarto tempo. Sono eliminati i piloti della Toro Rosso, quelli della Williams e Jolyon Palmer.
Nella fase finale Lewis Hamilton prende il comando, dopo il primo tentativo. Precede Kimi Räikkönen, di circa due decimi, e Daniel Ricciardo di cinque. L'altro pilota della Mercedes, Bottas, è quinto, dietro anche a Verstappen. Nel secondo tentativo la pista sembra essere più lenta, ma Verstappen è capace di scavalcare il compagno di team, Ricciardo. Per Hamilton è la settantesima pole position in Formula 1. Al termine delle qualifiche la Ferrari sostituisce sulla vettura di Vettel, oltre al motore, anche la MGU-H e il turbo.

### Risultati
Nella sessione di qualifica si è avuta questa situazione:
| Pos                         | Nº | Pilota            | Costruttore               | Q1          | Q2       | Q3       | Griglia |
| --------------------------- | -- | ----------------- | ------------------------- | ----------- | -------- | -------- | ------- |
| 1                           | 44 | Lewis Hamilton    | Mercedes                  | 1'31"605    | 1'30"977 | 1'30"076 | 1       |
| 2                           | 7  | Kimi Räikkönen    | Ferrari                   | 1'32"259    | 1'30"926 | 1'30"121 | 2       |
| 3                           | 33 | Max Verstappen    | Red Bull Racing-TAG Heuer | 1'31"920    | 1'30"931 | 1'30"541 | 3       |
| 4                           | 3  | Daniel Ricciardo  | Red Bull Racing-TAG Heuer | 1'32"416    | 1'31"061 | 1'30"595 | 4       |
| 5                           | 77 | Valtteri Bottas   | Mercedes                  | 1'32"254    | 1'30"803 | 1'30"758 | 5       |
| 6                           | 31 | Esteban Ocon      | Force India-Mercedes      | 1'32"527    | 1'31"651 | 1'31"478 | 6       |
| 7                           | 2  | Stoffel Vandoorne | McLaren-Honda             | 1'32"838    | 1'31"848 | 1'31"582 | 7       |
| 8                           | 27 | Nico Hülkenberg   | Renault                   | 1'32"586    | 1'31"778 | 1'31"607 | 8       |
| 9                           | 11 | Sergio Pérez      | Force India-Mercedes      | 1'32"768    | 1'31"484 | 1'31"658 | 9       |
| 10                          | 14 | Fernando Alonso   | McLaren-Honda             | 1'33"049    | 1'32"010 | 1'31"704 | 10      |
| 11                          | 19 | Felipe Massa      | Williams-Mercedes         | 1'32"267    | 1'32"034 | N.D.     | 11      |
| 12                          | 30 | Jolyon Palmer     | Renault                   | 1'32"576    | 1'32"100 | N.D.     | 12      |
| 13                          | 18 | Lance Stroll      | Williams-Mercedes         | 1'33"000    | 1'32"307 | N.D.     | 13      |
| 14                          | 55 | Carlos Sainz Jr.  | Toro Rosso                | 1'32"650    | 1'32"402 | N.D.     | 14      |
| 15                          | 10 | Pierre Gasly      | Toro Rosso                | 1'32"547    | 1'32"558 | N.D.     | 15      |
| 16                          | 8  | Romain Grosjean   | Haas-Ferrari              | 1'33"308    | N.D.     | N.D.     | 16      |
| 17                          | 20 | Kevin Magnussen   | Haas-Ferrari              | 1'33"434    | N.D.     | N.D.     | 17      |
| 18                          | 94 | Pascal Wehrlein   | Sauber-Ferrari            | 1'33"483    | N.D.     | N.D.     | 18      |
| 19                          | 9  | Marcus Ericsson   | Sauber-Ferrari            | 1'33"970    | N.D.     | N.D.     | 19      |
| Tempo limite 107%: 1'38"017 |    |                   |                           |             |          |          |         |
| NQ                          | 5  | Sebastian Vettel  | Ferrari                   | senza tempo | N.D.     | N.D.     | 20      |

In grassetto sono indicate le migliori prestazioni in Q1, Q2 e Q3.

## Gara

### Resoconto
Nel giro di allineamento Kimi Räikkönen è vittima di un problema tecnico. La vettura viene portata allo stallo di partenza ma, poco prima del via, torna ai box, trasportata dai meccanici. Il finlandese non prende parte alla gara. Tutti i piloti partono con gomme supersoft, tranne Sebastian Vettel e le due Sauber, che usano le soft.
Al via Lewis Hamilton è primo, mentre il suo compagno di scuderia, Valtteri Bottas attacca le due Red Bull Racing, e riesce a posizionarsi terzo, dietro a Max Verstappen, ma davanti a Daniel Ricciardo. A seguire ci sono Stoffel Vandoorne, le due Force India e le due Williams. Al termine del primo giro Vettel, che è partito ultimo, è già tredicesimo. Al secondo giro Esteban Ocon effettua subito la sosta.
Verstappen attacca Hamilton al terzo giro e lo passa alla prima curva, prendendosi così la prima posizione. All'ottavo giro Sergio Pérez prende la quinta piazza a Vandoorne, mentre, un giro dopo, anche l'altro pilota della Red Bull, Ricciardo passa il suo diretto concorrente della Mercedes, Bottas, e sale terzo.
Tra il settimo e il tredicesimo giro Vettel scala fino alla sesta posizione, dopo aver passato Fernando Alonso e Kevin Magnussen, e aver goduto delle soste delle due Williams e di Vandoorne. Il belga, al momento del rientro in pista, si trova in mezzo alla battaglia delle due Williams, e riesce a stare davanti a entrambi i piloti della scuderia britannica, con Lance Stroll che passa Felipe Massa.
Al ventunesimo giro Vettel passa anche Pérez, ed è quinto. Dietro al messicano si trovano Alonso, Sainz, Ocon e Vandoorne. Al giro 25 c'è un contatto tra Sainz e Ocon alla prima curva, ma entrambi possono proseguire. Un giro dopo c'è il pit stop di Lewis Hamilton, a cui segue, dopo un giro, quello di Max Verstappen e di Sebastian Vettel. Daniel Ricciardo si trova al comando, davanti a Verstappen, poi le due Mercedes, Pérez e Vettel.
L'australiano si ferma al giro 28, seguito, al giro 29, da Bottas. Sergio Pérez si ferma solo al giro 31. La classifica viene rivista, con Verstappen che torna primo, davanti a Hamilton e allo stesso Ricciardo. Valtteri Bottas rientra in pista quinto, davanti a Pérez, ma alle spalle di Sebastian Vettel. Il tedesco della Scuderia Ferrari, sfruttando le gomme supersoft, si avvicina a Ricciardo, e tenta un sorpasso al cinquantesimo giro, ma senza successo.
Nei giri finali il ferrarista non riesce più ad avvicinarsi al pilota della Red Bull e la classifica rimane invariata. Max Verstappen vince per la seconda volta nel mondiale, davanti a Lewis Hamilton e a Daniel Ricciardo. Nel giro di rientro ai box vi è un tamponamento tra la vettura di Lance Stroll e quella di Sebastian Vettel; la Ferrari è molto danneggiata, col tedesco che rientra ai box grazie a un passaggio di Pascal Wehrlein.

### Risultati
I risultati del Gran Premio sono i seguenti:
| Pos | Nº | Pilota            | Costruttore               | Giri | Tempo/Ritiro       | Griglia | Punti |
| --- | -- | ----------------- | ------------------------- | ---- | ------------------ | ------- | ----- |
| 1   | 33 | Max Verstappen    | Red Bull Racing-TAG Heuer | 56   | 1h30'01"290        | 3       | 25    |
| 2   | 44 | Lewis Hamilton    | Mercedes                  | 56   | +12"770            | 1       | 18    |
| 3   | 3  | Daniel Ricciardo  | Red Bull Racing-TAG Heuer | 56   | +22"519            | 4       | 15    |
| 4   | 5  | Sebastian Vettel  | Ferrari                   | 56   | +37"362            | 20      | 12    |
| 5   | 77 | Valtteri Bottas   | Mercedes                  | 56   | +56"021            | 5       | 10    |
| 6   | 11 | Sergio Pérez      | Force India-Mercedes      | 56   | +1'18"630          | 9       | 8     |
| 7   | 2  | Stoffel Vandoorne | McLaren-Honda             | 55   | +1 giro            | 7       | 6     |
| 8   | 18 | Lance Stroll      | Williams-Mercedes         | 55   | +1 giro            | 13      | 4     |
| 9   | 19 | Felipe Massa      | Williams-Mercedes         | 55   | +1 giro            | 11      | 2     |
| 10  | 31 | Esteban Ocon      | Force India-Mercedes      | 55   | +1 giro            | 6       | 1     |
| 11  | 14 | Fernando Alonso   | McLaren-Honda             | 55   | +1 giro            | 10      |       |
| 12  | 20 | Kevin Magnussen   | Haas-Ferrari              | 55   | +1 giro            | 17      |       |
| 13  | 8  | Romain Grosjean   | Haas-Ferrari              | 55   | +1 giro            | 16      |       |
| 14  | 10 | Pierre Gasly      | Toro Rosso                | 55   | +1 giro            | 15      |       |
| 15  | 30 | Jolyon Palmer     | Renault                   | 55   | +1 giro            | 12      |       |
| 16  | 27 | Nico Hülkenberg   | Renault                   | 55   | +1 giro            | 8       |       |
| 17  | 94 | Pascal Wehrlein   | Sauber-Ferrari            | 55   | +1 giro            | 18      |       |
| 18  | 9  | Marcus Ericsson   | Sauber-Ferrari            | 54   | +2 giri            | 19      |       |
| Rit | 55 | Carlos Sainz Jr.  | Toro Rosso                | 29   | Problema elettrico | 14      |       |
| NP  | 7  | Kimi Räikkönen    | Ferrari                   | 0    | Turbo              | —       |       |

## Classifiche mondiali

### Piloti
| Pos | Pilota            | Punti |
| --- | ----------------- | ----- |
| 1   | Lewis Hamilton    | 281   |
| 2   | Sebastian Vettel  | 247   |
| 3   | Valtteri Bottas   | 222   |
| 4   | Daniel Ricciardo  | 177   |
| 5   | Kimi Räikkönen    | 138   |
| 6   | Max Verstappen    | 93    |
| 7   | Sergio Pérez      | 76    |
| 8   | Esteban Ocon      | 57    |
| 9   | Carlos Sainz Jr.  | 48    |
| 10  | Nico Hülkenberg   | 34    |
| 11  | Felipe Massa      | 33    |
| 12  | Lance Stroll      | 32    |
| 13  | Romain Grosjean   | 26    |
| 14  | Stoffel Vandoorne | 13    |
| 15  | Kevin Magnussen   | 11    |
| 16  | Fernando Alonso   | 10    |
| 17  | Jolyon Palmer     | 8     |
| 18  | Pascal Wehrlein   | 5     |
| 19  | Daniil Kvjat      | 4     |

### Costruttori
| Pos | Costruttore          | Punti |
| --- | -------------------- | ----- |
| 1   | Mercedes             | 503   |
| 2   | Ferrari              | 385   |
| 3   | Red Bull-TAG Heuer   | 270   |
| 4   | Force India-Mercedes | 133   |
| 5   | Williams-Mercedes    | 65    |
| 6   | Toro Rosso           | 52    |
| 7   | Renault              | 42    |
| 8   | Haas-Ferrari         | 37    |
| 9   | McLaren-Honda        | 23    |
| 10  | Sauber-Ferrari       | 5     |

## Decisioni della FIA
La Federazione decide di non prendere provvedimenti per l'incidente tra Lance Stroll e Sebastian Vettel, occorso dopo la fine della gara.